# Hargeisa
Hargeisa (Hargeysa în somali) capitala republicii separatiste Somaliland. Orașul are o populație de 800.000 de locuitori și este situat la o altitudine medie de 1326 m.